# جائزة ألمانيا الكبرى للدراجات النارية 1992
جائزة ألمانيا الكبرى للدراجات النارية 1992 هو  سباق دراجات نارية أقيم بتاريخ 14 يونيو 1992 في حلبة هوكنهايم. كان الجولة السابعة من أصل 13 في سباق الجائزة الكبرى للدراجات النارية موسم 1992. فاز الأسترالي ميك دوهان بفئة 500 سي سي بينما جاء الأمريكي كيفن شوانتز في المركز الثاني وحصل على المركز الثالث الأسترالي واين غاردنر.

## وصلات خارجية
- الموقع الرسمي